# Niewolnica Isaura (telenowela 2004)
Niewolnica Isaura (A Escrava Isaura) – brazylijska telenowela z lat 2004–2005.  Serial jest adaptacją abolicjonistycznej powieści pod tym samym tytułem autorstwa Bernarda Guimarãesa.

## Wersja polska
W Polsce telenowela była emitowana na kanale Zone Romantica. Opracowaniem wersji polskiej zajęło się Studio Company Warszawa. Autorką tekstu była Olga Krysiak. Lektorem serialu był Zbigniew Moskal.

## Obsada
- Bianca Rinaldi – Isaura dos Anjos / Elvira
- Leopoldo Pacheco – Leôncio Almeida
- Théo Becker – Álvaro Mendonça
- Déo Garcez – André
- Maria Ribeiro – Malvina Cunha Almeida
- Jonas Mello – "Seu" Chico (Francisco)
- Patrícia França – Rosa Cunha
- Jackson Antunes – Miguel dos Anjos/ Anselmo
- Paulo Figueiredo – Coronel Sebastião Cunha
- Gabriel Gracindo – Henrique Cunha
- Fernanda Nobre – Helena Cunha
- Mayara Magri – Condesa Tomásia
- Miriam Mehler – Gioconda Albuquerque
- André Fusko – Gabriel Albuquerque
- Lugui Palhares – dr Diego Alves
- Ewerton de Castro – Belchior
- Ivan de Almeida – João
- Chica Lopes – Joaquina
- Sylvia Bandeira – Perpétua Mendonça
- Caio Junqueira – Geraldo Villela
- Renata Domínguez – Blanca Villela
- Aldine Müller – Estela Villela
- Christovam Neto – Bernardo
- Bárbara García – Lipalesa "Moleca"
- Fábio Junqueira – dr Paulo Pereira
- Cláudio Curi – Martinho
- Rômulo Delduque – Raimundo
- Daniela Duarte – Violeta
- Thaís Lima – Margarita
- Lígia Fagundes – Flor-de-Lís
- Paula Lobo Antunes – Aurora Amaral
- Rubens de Falco – Comendador Leopoldo Almeida
- Norma Blum – Sra. Gertrudis
- Carlo Briani – Conde Joao Alberto